# George Forbes (ingénieur)
George Forbes (5 avril 1849 - 22 octobre 1936) est un ingénieur électricien, astronome, explorateur, auteur et inventeur, dont certaines inventions sont encore utilisées.

## Biographie

### Jeunesse
Né au 3 Park Place à Édimbourg le 5 avril 1849, Forbes est le deuxième fils du professeur James David Forbes et d'Alicia Wauchope. Son père est ensuite directeur de l’Université de St Andrews. Forbes étudie à l'Edinburgh Academy, à l'Université de St Andrews, au Christ's College et au St Catharine's College, à Cambridge.

### Carrière
En 1873, il est nommé professeur de philosophie naturelle à l'Anderson's University de Glasgow (le noyau de l'université de Strathclyde). Dans ses conférences, il préconise l'utilisation de l'électricité pour le transport. Son travail principal à cette époque, cependant, est la recherche sur la vitesse de la lumière.
On peut soutenir que son travail le plus important est celui d'ingénieur chargé de superviser plusieurs projets hydroélectriques novateurs. De 1891 à 1895, Forbes est ingénieur consultant sur le projet hydroélectrique de Niagara Falls. Il est également conseiller sur d'autres projets, en Inde (1893), en Afrique du Sud (1895), en Nouvelle-Zélande (1896) et en Égypte (1898).
En 1880, Forbes démissionne de l'Université Anderson et s'installe à Londres. Pendant les deux décennies suivantes, il se consacre à l'ingénierie de l'énergie électrique. Chargé de faire rapport sur la manière dont la City & South London Railway doit être alimentée, il recommande l'électricité. Bientôt, tout le métro londonien suit ses conseils. En 1881, il est juré à l'Exposition internationale d'électricité de Paris. Il est ensuite admis à la Légion d'honneur française.
En 1906, il construisit une maison près de Pitlochry pour abriter sa bibliothèque. La famille de Forbes avait souvent passé des vacances à Pitlochry et son père s'était lié d'amitié avec les Butters - les principaux propriétaires terriens de la région - qui avaient initialement loué et vendu à Forbes le terrain sur lequel se trouvait sa maison. Cette maison, qu'il appèle The Shed, est une grande structure en bois avec un observatoire à l'étage supérieur. Il surplombe la vallée qui  serainondée dans les années 1950 pour créer le Loch Faskally et le projet hydroélectrique proposé par Forbes au début des années 1900. À Pitlochry, il revient à un intérêt antérieur: de 1906 à 1930, il donne les conférences sur l'astronomie de David Elder au Royal Technical College de Glasgow.

### Expéditions et explorations d'astronomie
Pour le Transit of Venus de 1874, Forbes est l'astronome en chef de la sous-station de Hawaii, qui fait partie de la plus grande expédition menée dans les îles Sandwich par le capitaine George Lyon Tupman. Il revient en Écosse en passant par Peking et Saint-Pétersbourg, traversant le désert de Gobi et la Sibérie en 1875. Près de 25 ans plus tard, Forbes écrira son odyssée sur terre - C'était un voyage que peu d'explorateurs occidentaux expérimentés avaient fait, encore beaucoup moins de voyageurs solitaires au milieu de la vingtaine l'avaient fait. Grâce à des contacts établis au cours de ce voyage, Forbes a pu devenir le seul correspondant de guerre britannique de l'armée russe lors de la guerre russo-turque de 1877, pour The Times. Il a reçu l'Ordre russe de St George pour ce travail.
Il écrit et donne de nombreuses conférences sur l'astronomie à un public professionnel et populaire. Il prédit l'existence d'une planète trans-neptunienne cinquante ans avant la découverte de Pluton.
En 1880, George Forbes est le premier à postuler l'existence de planètes transneptuniennes quelque peu similaires à l'hypothétique Planète Neuf dans le système solaire extérieur. Dans son modèle, la planète a un axe semi-majeur de 300 UA, et il base ses emplacements sur le regroupement des distances d'aphélie des comètes périodiques.

### Inventions
En 1882, Forbes devient directeur de la British Electric Light Company, fabricant de filaments de carbone et de lampes à arc. Il expérimente l'utilisation de carbone pour les brosses dans les moteurs électriques, plutôt que des fils ou de la gaze et en 1885, il déposa un brevet Improved Means for Establishing Electric Connection between Surfaces in Relative Motion Applicable to the Collectors of Dynamo Machines -Moyens améliorés pour établir une connexion électrique entre les surfaces en mouvement relatif applicable aux collecteurs de machines à dynamo. Ceci préconisait le carbone en tant que collecteur de courant pour les machines électriques tournantes. L’invention connaîtra un succès remarquable et son utilisation deviendra universelle dans la production d’électricité jusqu'à ce jour. Il aurait pu devenir un homme riche avec une telle innovation, mais il a vendu ses droits de brevet américains à Westinghouse Electric pour 2 000 £. Rien ne prouve qu'il ait perçu de royalties au Royaume-Uni. Dans la notice nécrologique publiée dans les Actes de la Société philosophique, GL Addenbroke écrivait que "Forbes a toujours évoqué ce travail avec beaucoup de modestie, mais il ne fait aucun doute qu'il a présenté au Monde une idée d'une grande valeur technique et commerciale, importance dont il ne semble pas avoir pleinement saisi l'importance à l'époque. Pour une autre interprétation de la "modestie" de Forbes, voir Blackwoods Magazine, vol. CLVIII, p. 430.
U tournant du siècle, Forbes se tourne vers le travail militaire et étudie les techniques de tir. Entre 1903 et 1906, en travaillant avec l’Amirauté, il développa un télémètre qui était encore utilisé par la marine au début de la Seconde Guerre mondiale. Pendant la Première Guerre mondiale, il est impliqué dans la conception de méthodes de signalisation pour les sous-marins.

### Distinctions et récompenses
Forbes a été élu membre de la Royal Society en 1887. Il était également membre de la Royal Society of Edinburgh, membre de la Royal Astronomical Society, MInstCE et membre des Vienna Astronomiches Verein. Forbes a été élu membre de l'Institution of Electrical Engineers et a reçu un LLD honorifique de St Andrews.
L’Université de Strathclyde a honoré sa mémoire en 1987 en donnant son nom à une nouvelle résidence universitaire.

### Fin de vie
Forbes ne s'est pas marié et, au cours de ses dernières années, est devenu un solitaire, désabusé que ses talents évidents ne lui aient valu ni la gloire ni la fortune. Il vivait dans une pauvreté croissante, mais en 1928, des amis ont sollicité avec succès une demande d'assistance auprès de diverses organisations. Jusqu'à la fin de sa vie, Pitlochry ést resté sa maison. Cependant, ses amis ont finalement insisté pour qu'il se déplace vers le sud, où il pourrait être plus facilement soigné. Il mourut dans un accident à son domicile à Worthing le 22 octobre 1936.
George Forbes était décrit dans ses notices nécrologiques comme un homme doté d'un "code d'honneur strict" qui "pensait beaucoup à son travail et peu à sa récompense". Un ami, l'ingénieur Samuel Mavor, était plus effusif: pour lui, Forbes 'était le plus parfait type du gentleman écossais, de grande taille et de belle apparence ... il avait une personnalité singulièrement attrayante, un caractère remarquable, un esprit brillant et les manières d'un courtisan.

## Publications
Forbes a publié toute sa vie. Les titres incluent The Transit of Venus (1874), Lectures on Electricity (1888) and Alternating and Interrupted Electric Currents (1895). Une fois installé à Pitlochry, sa production devient prolifique: History of Astronomy (1909) Star Talks to Boy Scouts (1911), David Gill, Man and Astronomer (1916) et The Wonder and the Glory of the Stars (1926), et de nombreuses contributions à des revues savantes ont toutes été produites au cours de cette période.